# Pristarthria
Pristarthria is een geslacht van vlinders van de familie snuitmotten (Pyralidae), uit de onderfamilie Phycitinae.

## Soorten
- P. akbarella Ragonot, 1888
- P. mundalis Walker, 1863